# Potoroes
Potoroes (Potorous) vormen een geslacht van buideldieren uit de familie der kangoeroeratten (Potoroidae). De wetenschappelijke naam van het geslacht werd in 1804 gepubliceerd door Anselme Gaëtan Desmarest. De soorten uit dit geslacht komen voor in het zuidwesten en zuidoosten van Australië. Volgens genetische gegevens zijn ze mogelijk niet zeer nauw verwant aan de andere kangoeroeratten.
Potoroes hebben een smalle kop een lange, smalle bek. De ogen zijn klein en de staart is kort. De rugvacht is grijsbruin. Ze zijn voornamelijk 's nachts actief, solitair, en eten meestal voornamelijk schimmels, maar ook ander voedsel zoals ongewervelden en plantaardig materiaal. Er worden (bijna) het hele jaar door jongen geboren.

## Soorten
Er zijn vier soorten, waarvan drie nog levend:
- Potorous gilbertii – Gilberts potoroe (zuidwestelijk West-Australië)
- Potorous longipes – Grootpootpotoroe (Oost-Victoria)
- †Potorous platyops – Breedkopkangoeroerat (uitgestorven; vroeger in zuidwestelijk West-Australië)
- Potorous tridactylus – Langneuspotoroe (Zuidoost-Australië)